# Lilija Leonidowna Wassiljewa
Lilija Leonidowna Wassiljewa (russisch Лилия Леонидовна Васильева; * 3. Mai 1994 in Moschga) ist eine russische Skilangläuferin.

## Werdegang
Wassiljewa startete im November 2010 in Werschina Tjoi erstmals im Eastern-Europe-Cup und belegte dabei die Plätze 26 und 22 im Sprint und den 39. Platz über 5 km Freistil. Bei der Winter-Universiade 2015 in Štrbské Pleso holte sie die Bronzemedaille über 5 km klassisch. Zudem errang sie dort den 11. Platz im 15-km-Massenstartrennen und den siebten Platz im Sprint. Bei der Winter-Universiade 2017 in Almaty gewann sie jeweils die Silbermedaille im Sprint und in der Verfolgung und jeweils die Goldmedaille über 5 km klassisch, im 15-km-Massenstartrennen und mit der Staffel. Im Februar 2017 wurde sie in Syktywkar russische U23-Meisterin im Sprint und über 10 km klassisch. Im folgenden Monat startete sie in Drammen erstmals im Weltcup und belegte dabei den 54. Platz im Sprint. In der Saison 2019/20 kam sie im Eastern-Europe-Cup dreimal auf den zweiten und zweimal auf den dritten Platz und erreichte damit den zweiten Platz in der Gesamtwertung. Bei ihren zweiten Weltcupeinsatz im März 2020 in Oslo errang sie den 34. Platz im 30-km-Massenstartrennen. In der folgenden Saison gewann sie mit sechs Siege, drei zweite Plätze und einen dritten Platz die Gesamtwertung im Eastern-Europe-Cup. Zudem holte in Falun mit dem 23. Platz im 10-km-Massenstartrennen ihre ersten Weltcuppunkte.
In der Saison 2021/22 errang Wassiljewa bei der Tour de Ski 2021/22 den 33. Platz und bei den Olympischen Winterspielen 2022 in Peking den 15. Platz über 10 km klassisch.

## Siege bei Continental-Cup-Rennen
| Nr. | Datum             | Ort              | Disziplin                       | Serie              |
| --- | ----------------- | ---------------- | ------------------------------- | ------------------ |
| 1.  | 29. November 2020 | Werschina Tjoi   | 10 km klassisch Individualstart | Eastern Europe Cup |
| 2.  | 2. Dezember 2020  | Werschina Tjoi   | 10 km Freistil Individualstart  | Eastern Europe Cup |
| 3.  | 7. Januar 2021    | Minsk-Raubitschy | 5 km Freistil Individualstart   | Eastern Europe Cup |
| 4.  | 11. Februar 2021  | Almaty           | Sprint klassisch                | Eastern Europe Cup |
| 5.  | 12. Februar 2021  | Almaty           | 15 km klassisch Individualstart | Eastern Europe Cup |
| 6.  | 13. Februar 2021  | Almaty           | 15 km Freistil Massenstart      | Eastern Europe Cup |